# Мије Нилсен
Мије Естергард Нилсен (дан. Mie Østergaard Nielsen; рођена 25. септембра 1996. у Олборгу, Данска) данска је пливачица чија специјалност је пливање леђним стилом. Вишеструка је првакиња и рекордерка Данске у пливању леђним стилом. 
Своју прву медаљу у сениорској конкуренцији Нилсенова је освојила на европском првенству у малим базенима 2011. године у Шчећину где је, захваљујући освајању 4 медаље (злато, сребро и две бронзе) проглашена за најбољу младу пливачицу првенства. Већ наредне године дебитовала је у олимпијској репрезентацији Данске на Летњим олимпијским играма 2012. у Лондону где је наступала у појединачним тркама на 100 и 200 метара леђно (17. и 28. место), те у штафетама 4×100 слободно и мешовито (6. и 7. место).
Највећи успех у каријери остварила је на Светском првенству 2015. у Казању где је у дисциплини 100 метара леђно освојила бронзану медаљу.
Њен отац Бени Нилсен некадашњи је пливач који је на Летњим олимпијским играма 1988. у Сеулу освојио сребрну медаљу у трци на 200 метара леђним стилом.